# Intermediario finanziario
L'intermediario finanziario non bancario è un'impresa che esercita, nei confronti del pubblico, l'attività di concessione di finanziamenti sotto qualsiasi forma.

## Tipologie di scambi nel mercato finanziario
L'intermediazione è una delle tre tipologie principali di scambio finanziario. Esse sono:
1. Scambio diretto ed autonomo: i datori ed i prenditori di risorse finanziarie scambiano tra di loro, direttamente, senza fare ricorso ad alcun intermediario;
2. Scambio diretto ed assistito: gli attori della domanda e dell'offerta sono controparti dirette, ma non negoziano autonomamente perché sono assistiti da un intermediario. In questo contesto, l'intermediario svolge fondamentalmente un ruolo di ricerca e selezione della controparte[1];
3. Scambio indiretto o intermediato: gli attori della domanda e dell'offerta non scambiano direttamente, ma mediante l'intervento di uno o più intermediari.

La maggior parte degli scambi sul mercato avviene proprio grazie al lavoro degli intermediari finanziari.
Nei confronti delle controparti l'intermediario ricopre la duplice veste di debitore/creditore. È debitore nei confronti del datore di risorse finanziarie e creditore verso il prenditore finale di risorse.
L'intermediario quindi non assume una parte attiva nella transazione, né tantomeno propone delle sue offerte al mercato: il suo profitto è generato solamente dalle commissioni che richiede per ogni operazione portata a buon fine; le commissioni possono essere fisse (un tot per operazione) o a percentuale (una quota del valore dell'operazione). La sua attività può quindi essere considerata un'intermediazione creditizia.

## Elementi principali dell'intermediazione finanziaria
Se, ipoteticamente, il mercato fosse perfettamente competitivo, se gli scambisti primari fossero razionali e disponessero tutti delle stesse informazioni (assenza di asimmetria informativa), se gli scambi non fossero condizionati dall'incertezza e non ci fossero costi di transazione, allora non ci sarebbero ragioni per l'esistenza degli intermediari finanziari.
Generalmente, lo scambio di risorse finanziarie avviene mediante il lavoro dell'intermediario finanziario, il quale, come è stato detto in precedenza, prende risorse dai soggetti “in surplus” (che hanno un surplus di risorse finanziarie) e dà ai soggetti “in deficit” (che hanno un deficit di risorse finanziarie e ne hanno bisogno per continuare la propria attività produttiva).
Gli elementi principali di questi scambi sono tempo ed incertezza.

### Fattore tempo
Infatti, il datore di fondi effettua una prestazione immediata in cambio di una prestazione futura, differita rispetto al momento attuale, che consiste nella restituzione del capitale ricevuto e nel pagamento della remunerazione pattuita.
Una parte A (soggetto in surplus) si priva del capitale C al tempo t=0, per avere, ad una certa data futura t=T, il capitale maggiorato dell'interesse maturato tra t=0 e t=T. Viceversa, la parte B riceve il capitale C al tempo t=0, per restituirlo maggiorato degli interessi I.

### Fattore incertezza
Oltre all'elemento temporale, l'altro parametro che caratterizza gli scambi finanziari è costituito dall'incertezza. In particolare, l'incertezza non è sempre “esterna” al contratto (l'affidabilità della controparte del contratto) ma può anche essere “interna”, nel caso in cui il contratto contempla delle clausole che rendono variabile la prestazione del prenditore (ad esempio, i contratti indicizzati).
Pertanto, l'informazione svolge un ruolo fondamentale nella formazione delle decisioni relative agli scambi finanziari.

## I nuovi servizi dell'intermediario finanziario
L'evidente basso valore aggiunto dell'attività ha portato ad una competizione sull'unico elemento differenziante: il prezzo delle commissioni.
Per evitare una guerra commerciale che portasse ad un crollo dei profitti, gli intermediari hanno deciso di arricchire la propria offerta, in modo tale che per l'investitore non risultasse più indifferente, a parità di commissione, la scelta dell'operatore a cui rivolgersi.
- La prima differenziazione è costituita dai servizi di consulenza: l'intermediario può fornire informazioni sulla situazione dei mercati, o anche dei consigli sui titoli da acquistare o vendere; solitamente il prezzo per questo servizio è basso, in quanto è propedeutico allo svolgimento di una o più operazioni su cui il broker intascherà la commissione.
- La seconda differenziazione è rappresentata dal cosiddetto 'trading on line': questo servizio permette all'investitore connesso ad una rete informatica di inviare gli ordini all'intermediario. La comodità e la velocità di trasmissione rende più allettante anche per i piccoli risparmiatori l'investimento sui mercati, con un conseguente aumento delle transazioni e del relativo guadagno degli operatori.

## La riforma del 2010
Nel nostro ordinamento, si è dato corso ad una revisione della vigilanza sul mercato del credito in modalità tali da aumentare l'intensità dei controlli (cfr. Lemma, 2011). Attraverso l'adozione del d. lgs. 141 del 2010 si sono individuate due direttrici di sviluppo dell'ordinamento: da un lato, la riduzione del perimetro soggettivo di riferimento (sostanzialmente delimitato ai soli soggetti che svolgono attività di finanziamento) e, dall'altro, l'omogeneizzazione dei presidi di vigilanza regolamentare (aventi a oggetto l'adeguatezza patrimoniale, il contenimento del rischio, l'organizzazione e i controlli interni).
Contratti (con i consumatori), informazione (alla clientela) e soggetti (autorizzati all'esercizio dell'attività creditizia non bancaria) sono gli ambiti dell'intervento recato dal citato decreto lgs. 141; intervento che non si è limitato a dar corso ad un'iniziativa comunitaria di tutela dei consumatori (adottata con la direttiva 2008/48/CE, che si recepisce col citato d. lgs. 141, attraverso l'esercizio della delega disposta dall'art. 33, l. 7 luglio 2009, n. 88), ma si è distinto per un portato particolarmente complesso, destinato a migliorare il funzionamento e la sicurezza del mercato del credito. È di tutta evidenza, infatti, che il decreto lgs. in parola supera l'obiettivo del mero riequilibro del potere contrattuale tra intermediario e cliente originariamente previsto dall'Unione europea (nella citata direttiva 2008/48/CE).
Ancora una volta, il legislatore delegato sembra aver aderito al ragionamento economico che riconduce ad unità il fenomeno del credito e della moneta; da qui un'impostazione del citato d. lgs. 141 secondo cui le autorità pubbliche dovrebbero vigilare integralmente il mercato del credito nel comune riferimento al valore dell'economia reale; ciò, in vista del superiore fine di salvaguardare le politiche pubbliche.

### Determinanti economiche ed obiettivi della riforma
Nel contesto del d. lgs. 141 del 2010, trasparenza e correttezza non sono principi che esauriscono la loro validità nell'ambito del singolo rapporto negoziale, ma si estendono sino ad influenzare regolare il funzionamento del mercato (e, per tal via, la salvaguardia la sfera della politica pubblica; cfr. Lemma, 2011). Tali principi, infatti, rispondono al più generale criterio della efficienza economica e, dunque, si propongono all'attenzione dell'interprete come fattori propedeutici alla creazione di un buon mercato del credito. 
In tale prospettiva, il d. lgs. 141 sembra voler riscrivere talune regole di vigilanza anche al fine di consentire una razionale introduzione del nuovo accordo di Basilea III nel nostro ordinamento creditizio. Seguendo questa direzione, appare possibile ricondurre la riforma del Titolo V del Testo unico bancario al generale processo di revisione dell'ordinamento finanziario internazionale (nel quale si inserisce anche l'adozione di Basilea III; cfr. Lemma, 2011).

### La riforma nella prospettiva di Basilea III
Dopo il d. lgs. 141 del 2010, il nostro ordinamento sembra essere in grado di superare le discontinuità che influenzavano il previgente sistema di concessione dei finanziamenti, segnando la prevalenza dell'interesse generale alla stabilità complessiva del mercato dei capitali, rispetto al riconoscimento di ambiti operativi non regolamentati (cfr. Lemma, 2011). È evidente che abbiano prevalso ragioni di efficienza allocativa, che hanno portato all'adozione di un impianto disciplinare volto a distribuire in modo ottimale i mezzi finanziari. Ciò, attraverso la previsione di intermediari finanziari vigilati, in grado di soggiacere alle regole che si vanno affermando nel sistema della cooperazione giuridica internazionale (Comitato di Basilea, GAFI; FSB; CEBS ...) e nella normativa comunitaria (e, in particolare, nelle direttive di armonizzazione).
Trova, dunque, piena affermazione la logica concorrenziale sottesa agli accordi di Basilea; la valorizzazione del sistema di mercato, infatti, avviene in una logica di parità regolamentare, fondata sul criterio comune dell'adeguatezza patrimoniale. I nuovi intermediari, infatti, sono ricondotti al paradigma del patrimonio di vigilanza, inteso quale presidio a fronte dei rischi connessi con la loro attività e quale parametro di riferimento di ogni valutazione tecnica dell'autorità di vigilanza.
Sembra possibile muovere dall'ipotesi che il processo di adozione delle nuove regole di adeguatezza patrimoniale - complessivamente considerato - non sia unicamente un'azione anticrisi (o di promozione della ripresa economica), ma che possa rappresentare un presidio volto ad evitare una futura (ma non prossima) espansione della finanza che possa minare la stabilità del mercato creditizio. Ciò determina che l'estensione del perimetro della vigilanza possa esser considerata come una misura volta ad evitare che gli intermediari non soggetti a misure prudenziali siano un pericoloso focolaio per l'incubazione di nuove crisi sistemiche.
Ne consegue un giudizio positivo in ordine alla riforma del Titolo V t.u.b, che può esser interpretata quale misura di riordino del sistema, nonché di contrasto a futuri shock finanziari (derivanti dalle tensioni che, con regolarità, si originano nei liberi mercati dei capitale). In altri termini, si rafforzano i presidi microprudenziali relativi all'attività di finanziamento, in modalità tali da non escludere gli intermediari non bancari dal sistema della supervisione macroprudenziale; ciò, al fine di assicurare la stabilità del sistema nel suo complesso.
In sintesi, l'intento di evitare ogni possibile sottostima dei rischi noti, pur trovando concreta attuazione nella ridefinizione del perimetro delle regole di vigilanza, non sembra aver risolto tutte le criticità che sono state riscontrate in ordine all'adeguatezza della supervisione pubblica rispetto al fenomeno della globalizzazione finanziaria. Ed invero, gli ampi margini di discrezionalità che ancora residuano in capo ai legislatori nazionali ed i tempi di attuazione delle regole di Basilea III riflettono ancora il problema del rapporto tra i poteri pubblici statali e le nuove forme di globalizzazione giuridica.